# 東恭平
東 恭平（あずま きょうへい）は、日本の男性ナレーター、声優、スタジアムDJ。
2025年3月31日まではアトミックモンキーに所属していた。立教大学経済学部卒。

## 人物
中低音の艶のある声を持つ。
趣味は、筋トレ、食べ歩き、カフェ巡り、純文学、動画編集。

## 出演作品

### テレビアニメ
- 月刊少女野崎くん（男子生徒、ナレーション、店員）

### ナレーション
- クイズプレゼンバラエティー Qさま!!（テレビ朝日）
- ロッピング（テレビ朝日）
- あちこちオードリー（テレビ東京）
- 金曜ロードショーHulu配信作品（日本テレビ）
- 関東大震災から100年 あす巨大地震が来たら（TBSテレビ）
- 鬼越トマホークの狼シェフにダマされるな!（東京メトロポリタンテレビジョン）
- TOKYOリアルアイドルプロジェクト（東京メトロポリタンテレビジョン）
- 新・旅スタイル 大人のリトリート（BS朝日）
- 競馬中継（BS11）
- NewsPicks
- ズバッと解決！私たちの推しモノセレクション
- 味の素「グリナ」

### スタジアムDJ
- Jリーグ 福島ユナイテッドFC（2023年）[3]

### リングアナウンサー
- K-1 WORLD GPリングアナウンサー（2020年）